# ولا يزال التحقيق مستمرا (فلم)
تدور احداثة عن حسين مُدرّس مثالي، يعاني في حياته مع زوجته زينب التي تحلم بالثراء. يصل مدحت صديق الطفولة من الخارج بعد أن كوّن ثروة، يقوم حسين بتقديمه إلى زوجته ويتعارفان، تتطور العلاقة بين زينب ومدحت إلى علاقة حسيّة، يشعر حسين بأن زوجته تغيرت، بل وعند أول احتكاك تطلب منه الطلاق، إلا أ نّه يحاول أن يرضيها، تعترف له أنها تخونه، فيرفض طلاقها، في الوقت الذي يتقدم مدحت إلى حسين يطلب يد أخته ميرفت. فيوافق على الخطبة، تثور زينب، لكن حسين يؤكد لها أن مدحت هو الرجل المناسب لميرفت، فتعترف لحسين أن مدحت هو الرجل الثانى في حياتها، يتلقى الصدمة بكثير من رابطة الجاش يتحكم في أعصابه، تقنع حسين بضرورة التخلص من مدحت لصالح الجميع، يتفقان على قتله، وفي الميعاد المحدد بينهما، تذهب زينب إلى مدحت وينتهى بها المطاف إلى قتله وتنتظر وصول حسين حتى تبلغ البوليس كي يُدان هو بجريمة القتل وإما أن يُعدم أو يكمل بقية حياته في السجن المؤبد، لكنه كان أكثر ذكاء عندما كشف نواياها التي تهدف إلى التخلص منهما، فتُفاجأ زيبب بظهوره مباشرة بعد ان انهت المكالمة مع الشرطة فيقوم بقتلها ويغادر المكان مع أخته التي جاءت تتحرى الأمر في لحظة وصول البوليس.

## بطولة
| - محمود ياسين: حسين - نبيلة عبيد: زينب - محمود عبد العزيز: مدحت - ليلى حمادة: ميرفت أخت حسين | - توفيق الدقن: نافع نافع المهلّب - ملك الجمل - نوال فهمي - على الجندي | - حسين محمود - محمد الرملي - مدحت غالي |

## فريق العمل
| - مدير التصوير: عصام فريد - مونتير: عبد العزيز فخرى - نيجاتيف: ليلى السايس - سيناريو: مصطفى محرم - مؤلف: إحسان عبد القدوس | - سيناريو وحوار: بشير الديك - مخرج ومنتج: اشرف فهمى - مخرج مساعد: السعيد مصطفى - مخرج مساعد: عنايات السايس - ماكيير: حمدى رأفت | - الألحان والموسيقى التصويرية: جمال سلامة - مصور فوتوغرافيا: محمد بكر - مهندس المناظر: حسين شريف - مهندس المناظر: ماهر عبد النور - استوديو التصوير: مدينة السينما | - مهندس الصوت: نصرى عبد النور - مهندس الصوت: اندريا زنديلس - مصحح الألوان: مدينة السينما - ريجيسير: سيد على |

## روابط خارجية
- مقالات تستعمل روابط فنية بلا صلة مع ويكي بيانات